# Георги Аргиров
Георги Аргиров Георгиев е български офицер, генерал-майор от МВР.

## Биография
Роден е на 10 април 1923 г. във Варна. Завършва прогимназия. От 1938 г. е член на РМС, а от 1941 г. и на БКП. Бил е технически отговорник в Областния комитет на РМС във Варна. Арестуван през 1941 г. и осъден на 15 години затвор. След 9 септември 1944 г. е издигнат за секретар на Градския комитет на БКП във Варна. От 1947 г. постъпва на работа в МВР. До 1951 г. е началник на Окръжното управление на МВР-Варна. Последователно е началник на Окръжните управления на МВР в Търново (1951 – ?) и Плевен. От 1962 г. е началник на Окръжното управление на МВР във Варна. В същото време е член на Бюрото на Окръжния комитет на БКП във Варна. Остава началник на Окръжното управление на МВР във Варна до 1973 г., като между 1966 и 1969 г. позицията му се води началник на Комитета за държавна сигурност във Варна